# Anatirostrum profundorum
Anatirostrum profundorum és una espècie de peix de la família dels gòbids i de l'ordre dels perciformes.

## Morfologia
- Els mascles poden assolir 3,9 cm de longitud total.[1][2]

## Hàbitat
És un peix d'aigua dolça, de clima temperat i demersal que viu fins als 294 m de fondària.

## Distribució geogràfica
Es troba a l'Azerbaidjan, l'Iran i Turkmenistan.

## Observacions
És inofensiu per als humans.